# Chvaletice
Chvaletice (in tedesco Chwaleticz) è una città della Repubblica Ceca facente parte del distretto di Pardubice, nella regione omonima.